# Westbury (New York)
Westbury è un villaggio degli Stati Uniti d'America, situato nello stato di New York, nella contea di Nassau. Sede di una popolosa comunità italo-americana, nella sua adolescenza ha vissuto a Westbury il regista Michael Cimino. La linea principale della Long Island Railroad collega Westbury a Penn Station, Hicksville e Port Jefferson. È anche servito dai servizi di autobus Nassau Inter-County Express.